# 方程式组织
方程式组织（英語：Equation Group）是一个十分先进而隐秘的计算机间谍活动团体，计算机安全专家Claudio Guarnieri和一位匿名前情报组织成员怀疑其与美国国家安全局（NSA）有所关联。Equation Group是由卡巴斯基实验室命名，命名的原因是该团体在间谍活动中喜好使用复杂的加密算法和混淆策略。卡巴斯基指出，该团体的恶意软件已感染起码42个国家的500台电脑。据信，该团体与此前发现的火焰蠕虫及震网蠕虫的幕后团体存在联系。

## 概要
墨西哥当地时间2015年2月16日举行的「卡巴斯基实验室安全分析师峰会」上，卡巴斯基实验室披露了Equation Group的存在。据介绍，该团体最早的活动可追溯至2001年，更是存在1996年就开始活跃的可能性。团体成员数超过60人。该团体所创造的恶意软件EquationDrug和GrayFish被发现拥有重新编程硬盘固件的能力。因为该团体的行动高度隐蔽、技术十分先进，所以被认为和美国国家安全局（NSA）的监听项目有关，但卡巴斯基实验室没有明确指出幕后黑手的身份。